# 葉元
葉元（15世紀—16世紀），字本貞，江西廣信府貴溪縣人，明朝政治人物。

## 生平
葉元是成化十年（1474年）甲午科江西鄉試舉人，授揚州清軍同知，興建儀真閘、修築寶應湖堤防，遇上饑荒多方賑濟，向上級借灣口白糧船，以父母親去世離任；弘治十四年（1501年）改任寧國同知，視廣德州事，數個月內政通民和，都御史何鑑上表其才能，讓他專掌州事，陞雲南知府，當地崇尚佛教，寺廟成為避役者的淵藪，他悉數淘汰改變習俗，其時廣西帥宗周作亂，督帥讓他討伐，他申明軍法、提倡勇敢，直擣賊巢斬首數千級，人們佩服他：「老將不如。」在任內去世。

## 引用
1. 1 2  道光《貴溪縣志·卷二十二之一·人物》：葉元，字本貞，成化甲午鄉貢，同知寧國府，視事廣德州，居數月政通民和，都御史何鑑表其能，遂專掌州事，未幾以憂去，起補揚州府同知，建儀真閘、築寶應湖隄，漕卒賴之，會歲大饑，多方賑捄，請諸上官借灣口白糧船給之，曰：「變而行權非得已也。」擢知雲南府，其俗崇釋教，避役者託僧寺為淵藪，元悉汰遣之，俗因之變，時廣西帥宗周煽亂，督帥簡任以往，元申軍法、倡勇敢，直擣賊巢斬首數千級，眾咸服曰：「老將不如也。」平生辛苦勤事，卒官。 舊志
2. ↑  民國《寧國府志·卷五·職官表名宦附》：葉元，貴溪舉人，宏治十四年同知寧國，以廉惠無傷稱，祠祀。 乾隆府志